# Эфиопия на летних Олимпийских играх 2000
На Летние Олимпийские игры в Сидней Олимпийский комитет Эфиопии отправил более 20 спортсменов-легкоатлетов. Также были заявлены 3 боксёра, которые проиграли свои бои в первом круге и не смогли бороться дальше.

## Золото
- Миллион Волде — Лёгкая атлетика, мужчины. Бег, 5000 м.
- Хайле Гебреселассие — Лёгкая атлетика, мужчины. Бег, 10000 м.
- Гезахегне Абера — Лёгкая атлетика, мужчины. Марафон.
- Дерарту Тулу — Лёгкая атлетика, женщины. Бег, 10000 м.

## Серебро
| Серебро |                |                                         |
| #       | Спортсмен (-ы) | Вид спорта (дисциплина)                 |
| 1       | Гете Вами      | Лёгкая атлетика, женщины. Бег, 10000 м. |

## Бронза
| Бронза |                |                                         |
| #      | Спортсмен (-ы) | Вид спорта (дисциплина)                 |
| 1      | Ассефа Мезгебу | Лёгкая атлетика, мужчины. Бег, 10000 м. |
| 2      | Тесфайе Тола   | Лёгкая атлетика, мужчины. Марафон.      |
| 3      | Гете Вами      | Лёгкая атлетика, женщины. Бег, 5000 м.  |